# Východokarpatská operace
Východokarpatská operace na východní frontě druhé světové války v roce 1944 byla strategická vojenská operace Rudé armády za účasti československých jednotek. Součástí této rozsáhlé vojenské operace byla Karpatsko-dukelská operace a Karpatsko-užhorodská operace, které probíhaly od 8. září do 28. října 1944 a v jejichž průběhu byla osvobozena Podkarpatská Rus a prolomena německá obrana v Dukelském a Lupkovském průsmyku, tím spojenecká vojska poprvé během války pronikla na území Československa. Šlo o akci nově zformovaného 4. ukrajinského frontu generála Ivana Jefimoviče Petrova a pravého křídla 2. ukrajinského frontu maršála Rodiona Jakovleviče Malinovského a levého křídla 1. ukrajinského frontu maršála I. S. Koněva (38. armády K. S. Moskalenka). Podle maršála Koněva se operace zúčastnilo téměř 360 000 vojáků RA a na straně Němců stálo společně s Maďary asi 300 000 vojáků. Celkový počet padlých, nezvěstných a zemřelých činil asi 27 000. 
Střední část vojska I. J. Petrova měla za úkol osvobodit Podkarpatskou Rus a zaujala prostor před pohořím ukrajinských Karpat na linii Staryj Sambir – Skole – Dolyna – Nadvirna – Děljatyn – Jabluniv – Kosiv – Vyžnycja – Berehomet – Krasnoilsk o délce asi 240 km. Po zdolání předpolí do konce září dosáhly k hřebenu Karpat a poté začaly bojovat v těžkém terénu o horské průsmyky, kde většinou nebyly žádné cesty. Tažná technika terén nezvládala, a tak většina munice a vojenského materiálu musela být vojáky přenášena ručně. Postup vojsk se tak v podstatě zastavil. Celý prostor bránila 1. maďarská armáda generála Bély Miklóse, která se však po státním převratu a nástupu fašisty Ference Szálasiho k moci začala rozkládat, protože Miklós Horthy podepsal 11. října se Stalinem příměří. Část důstojníků i vojáků odmítla bojovat a generálplukovník Béla Miklós se svým štábem přešel 16. října na sovětskou stranu a vyzval svou armádu ke složení zbraní. Demoralizovaná maďarská armáda však pokračovala v boji. Pravé křídlo 2. ukrajinského frontu postupovalo od Borsy směrem na Debrecín. Od 18. října začala poslední fáze karpatsko-užhorodské operace, když se obrana Maďarů na Arpádově obranné linii zhroutila. Dne 26. října byl osvobozen Chust i Mukačevo a následující den Užhorod a Čop. 